# USS Savo Island (CVE-78)
L’USS Savo Island (CVE-78) est un porte-avions d'escorte de classe Casablanca de l'US Navy construit à partir de 1943 par Kaiser Shipyards à Vancouver et mis en service en février 1944. Il est nommé en mémoire de la bataille de l'île de Savo dans les Salomon le 9 août 1942 ; c'est le seul navire américain à porter ce nom.

## Construction et spécifications

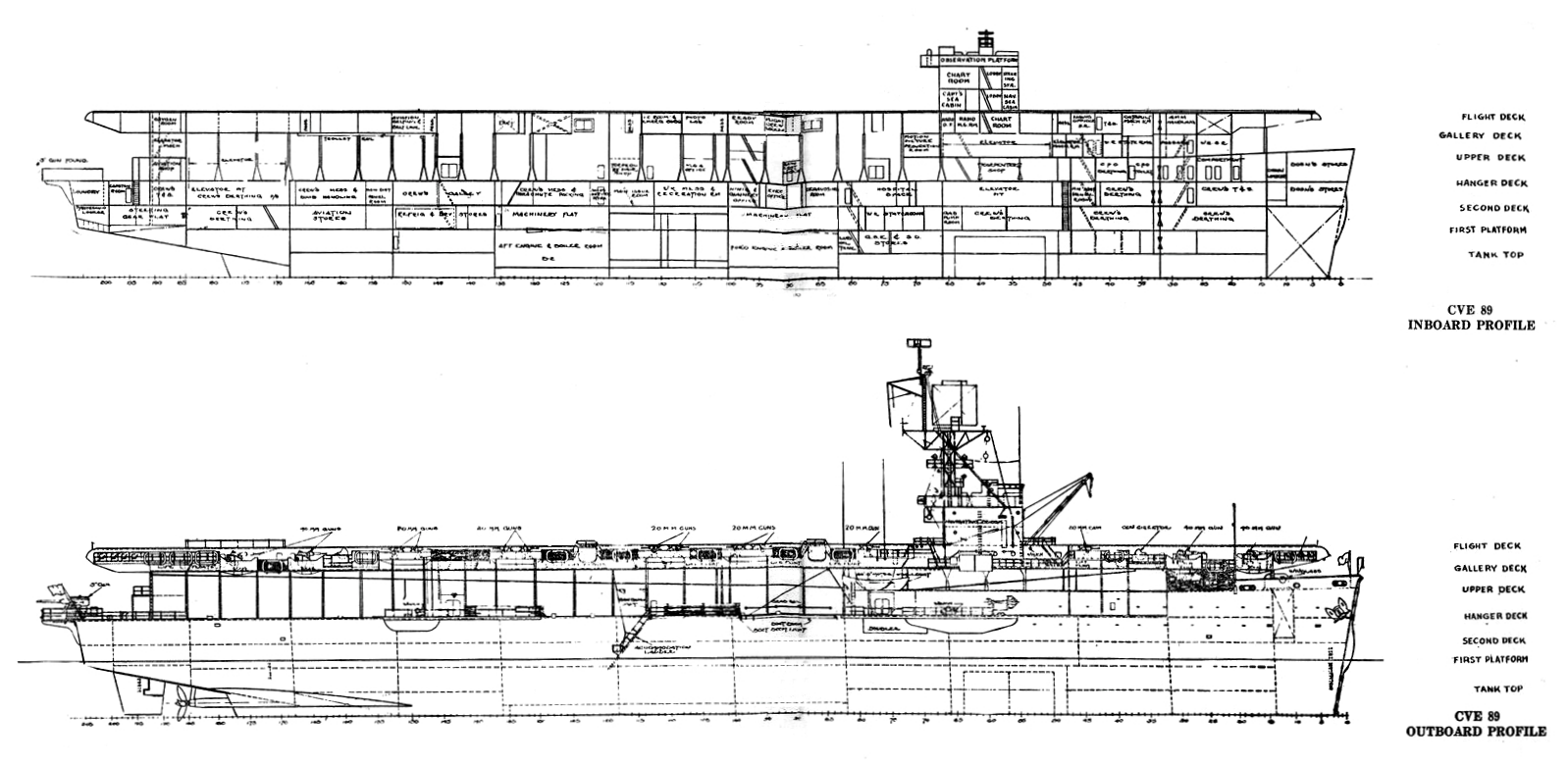
Schéma d'un porte-avion de classe Casablanca.

Initialement désigné USS Kaita Bay (AVG-78), il est re-classifié ACV-78 le 20 août 1942 et CVE-78 le 15 juillet 1943 ; sa quille est posée en vertu du contrat de la United States Maritime Commission le 27 septembre 1943 par Kaiser Shipyards à Vancouver dans l'état de Washington. Il est rebaptisé Savo Island le 6 novembre 1943, lancé le 22 décembre 1943 parrainé par Mlle Margaret Taffinder et mis en service le 3 février 1944 avec le capitaine C. E. Eckstrom au commandement.
Le Savo Island mesure 156,13 m de long (longueur hors-tout) ; sa largeur est comprise entre 19,86 m et 32,94 m et son tirant d'eau est de 6,86 m. Son déplacement est de 7 800 t (9 750 t à pleine charge). Ses machines dégagent une puissance de 9 000 ch et alimentent deux hélices qui peuvent porter la vitesse du navire à 19,3 nœuds (35,7 km/h). Le navire emporte 27 aéronefs et sa défense est assurée par un canon de 5 pouces/38 calibres, seize canons Bofors 40 mm et vingt canons de 20 mm Oerlikon. Son équipage est composé de 860 hommes (hors escadron aéronaval),.

## Service

### 1944
L'USS Savo Island quitte San Diego et effectue du 15 mars au 2 juillet 1944, deux voyages vers le Pacifique Sud-Ouest afin de livrer des avions de remplacement. Le 6 juillet, son escadron de combat arrive à bord et, après une formation à San Diego et Pearl Harbor, le Savo Island intègre la 3e flotte des États-Unis à Pearl Harbor le 4 août. La première mission de combat du Savo Island est de fournir un soutien aérien pour le débarquement sur l'île de Peleliu. Entre le 11 et le 30 septembre, il opère avec un groupe de porte-avions d'escorte près de l'île, tandis que ses avions mènent les bombardements précédant l'invasion, puis apportent un soutien direct aux forces terrestres et effectuent des missions de patrouille. Le 3 octobre, il est intégré à la 7e flotte, afin d'apporter son soutien aux cuirassés, aux croiseurs et au groupe d'invasion de Leyte. Il arrive sur zone le 18, et son aviation embarquée effectue des patrouilles et des frappes contre des cibles prédéterminées, puis des missions de soutien au sol lorsque les troupes débarquent le 20. Ses avions poursuivent leurs missions durant plusieurs jours.
Dans la matinée du 25 octobre, une force de porte-avions d'escorte, la Task Unit 77.4.3 (Taffy 3) opère à environ 20 miles au nord de Samar. Elle signale une grande force de surface ennemie. Il s'agit de la force centrale d'un assaut naval japonais sur les forces alliées à Leyte, composée de quatre cuirassés, de six croiseurs et de nombreux destroyers. Les navires du groupe du  Savo Island se retrouvent sous le feu ennemi pendant environ 30 minutes. Le porte-avions lance un total de six attaques dans un effort désespéré mais réussi, pour se protéger ainsi que les autres navires du groupe. Les Japonais se retirent face à l'opposition aérienne intense, perdant trois croiseurs dans l'engagement. Dans l'après-midi, les forces américaines subissent une nouvelle attaque aérienne féroce, avec notamment les premières attaques-suicides de la guerre.
Le Savo Island demeure au large de Leyte jusqu'au 30 octobre, quand il prend la route des Îles de l'Amirauté. Il quitte Manus le 19 novembre, et du 22 au 27 novembre, il sert avec deux autres porte-avions d'escorte comme patrouilleur et comme force d'escorte des voies de passages pour les convois menant au golfe de Leyte. Après avoir réapprovisionné au Kossol Passage (en) dans les Palaus, le 10 décembre, il entame son voyage pour participer à sa troisième opération amphibie, le débarquement sur Mindanao. Une fois de plus, il sert de couverture au groupe de bombardement pendant l'approche et fournit ensuite un soutien direct sur les plages jusqu'à sa relève par les avions de l'US Army le 15 décembre. La menace d'un raid de surface japonais retarde son départ jusqu'au 17 décembre, quand il prend la route de Manus.

### 1945

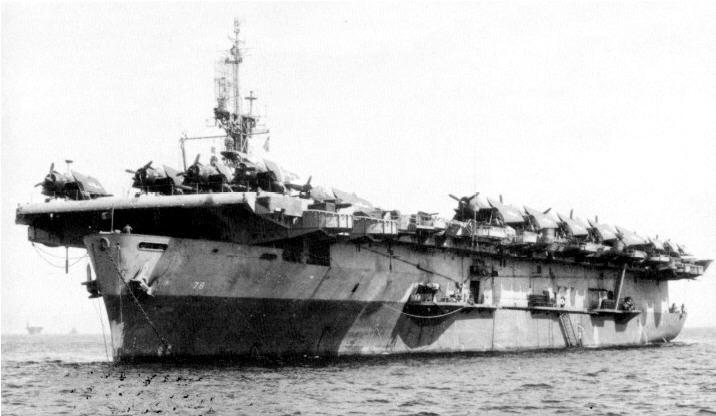
L'USS Savo Island.

Le Savo Island exerce des fonctions similaires pendant les opérations du golfe de Lingayen qui commencent le 1er janvier 1945. Au cours de l'approche, l'USS Ommaney Bay (CVE-79) est touché par un kamikaze le 4 et un autre frôle le Savo Island le lendemain. Après le débarquement de Lingayen, le groupe du Savo Island navigue vers l'ouest de Mindanao du 17 au 29 janvier, pour assurer la défense contre les navires de surface ennemis. Après avoir appuyé les débarquements près de Subic Bay du 29 au 30, il se retire à Ulithi pour effectuer des réparations et remplacer son groupe aérien.
Après les réparations et les exercices d'entraînement de ses nouveaux pilotes, le Savo Island quitte Leyte avec la force d'invasion d'Okinawa, fournissant la couverture aérienne sur le trajet. Le 26 mars, avec deux autres porte-avions d'escorte, il appuie l'occupation de l'archipel Kerama, qui doit devenir la principale base de réapprovisionnement des forces navales au large d'Okinawa. Le lendemain, ses avions participent à l'assaut sur Okinawa et opèrent des patrouilles antiaériennes et anti-sous-marines. Du 7 au 16 avril, il fournit une couverture aérienne pour le groupe de réapprovisionnement naviguant à l'est d'Okinawa. Il reprend ensuite sa mission de soutien au large d'Okinawa, et le 27 avril il effectue des frappes contre l'archipel Sakishima, à mi-chemin entre Okinawa et Formose. Le 29 avril, le porte-avions a terminé sa mission et prend la route de San Diego pour effectuer une révision.
Le 11 juillet, le Savo Island commence un voyage de San Diego à Pearl Harbor et retour à Alameda, en Californie. Le 6 août, il navigue pour les Îles Aléoutiennes où il arrive le jour de la capitulation japonaise. Il quitte les îles le 31 août avec une force de six porte-avions d'escorte pour soutenir l'occupation du nord de Honshū et Hokkaidō. Le navire retourne à Pearl Harbor le 25 septembre 1945 et il est affecté à l'opération Magic Carpet. Après avoir récupéré des troupes d'occupation à San Francisco, il effectue trois voyages pour ramener des troupes aux États-Unis, depuis Guam, Pearl Harbor et Okinawa. Terminant l'opération à Seattle le 14 janvier 1946, il rejoint Boston au Massachusetts le 16 mars où il est mis hors service.

## Fin de carrière
Le Savo Island est officiellement retiré du service le 12 décembre 1946 et affecté au groupe de Boston de la flotte de réserve de l'Atlantique. Le Savo Island est reclassé CVHE-78 le 12 juin 1955 et AKV-28 le 7 mai 1959 Il est rayé des listes du Naval Vessel Register le 1er septembre 1959. Il est vendu le 29 février 1960 à Comarket, Inc. et démantelé pour la ferraille à Hong Kong en juin 1960.
Le navire reçoit quatre étoiles de bataille pour son service lors de la Seconde Guerre mondiale. En outre, il reçoit une Presidential Unit Citation pour son service dans les Îles Carolines, aux Philippines et à Okinawa du 6 septembre 1944 au 29 avril 1945.